# Wilbur Olin Atwater
Wilbur Olin Atwater (Johnsburg, 3 maggio 1844 – Middletown, 22 settembre 1907) è stato un chimico e nutrizionista statunitense, noto per i suoi studi sulla nutrizione umana e sul metabolismo.

## Biografia
Cresciuto nel New England, scelse di non combattere nella guerra civile americana, e invece si laureò in chimica. Si interessò all'ingegneria civile e alla chimica per l'agricoltura, e analizzò i fertilizzanti sulla base dei loro componenti minerali. La sua tesi di dottorato è intitolata La composizione approssimata di diversi tipi di mais americano. Successivamente, passò circa due anni a Lipsia e a Berlino per studiare presso le rispettive stazioni sperimentali agricole. Viaggiò anche in Scozia, a Roma e a Napoli, pubblicando sui giornali locali le sue osservazioni.
Atwater, nell'ambito dei suoi studi sulla nutrizione umana, inventò e utilizzò uno speciale calorimetro respiratorio (un apparecchio che misura l'ossigeno assunto e l'anidride carbonica emessa durante la respirazione) , che consisteva in una camera sigillata nella quale stazionavano per giorni i volontari mentre all'esterno si misuravano entrate e uscite: alimenti ed evacuazioni ossigeno e anidride carbonica. A lui si deve anche il cosiddetto "Sistema Atwater" per misurare l'energia fornita dal cibo, le calorie degli alimenti.
Nelle sue ricerche, Atwater applica il primo principio della termodinamica (che stabilisce che l'energia può essere trasformata, cambiata da una forma ad un'altra, ma non può mai essere né creata né distrutta). Prima di lui, il principio era stato già usato in studi sull'alimentazione e sul metabolismo degli animali, ma non era stato applicato all'uomo perché si riteneva che l'uomo fosse naturalmente diverso e che non si applicassero le medesime leggi fisiche e chimiche valide nel mondo animale.
Atwater determinò che una certa percentuale (inferiore al 10%) del cibo ingerito non viene digerita, e quindi non fornisce alcun apporto calorico. Nell'ambito del restante 90%, cioè del cibo digerito, proteine e carboidrati producono mediamente circa 4 kilocalorie per grammo, i grassi 9 kcal/g.
La nipote di Atwater, Catherine Atwater Merriam, sposò l'economista americano John Kenneth Galbraith.

## Opere

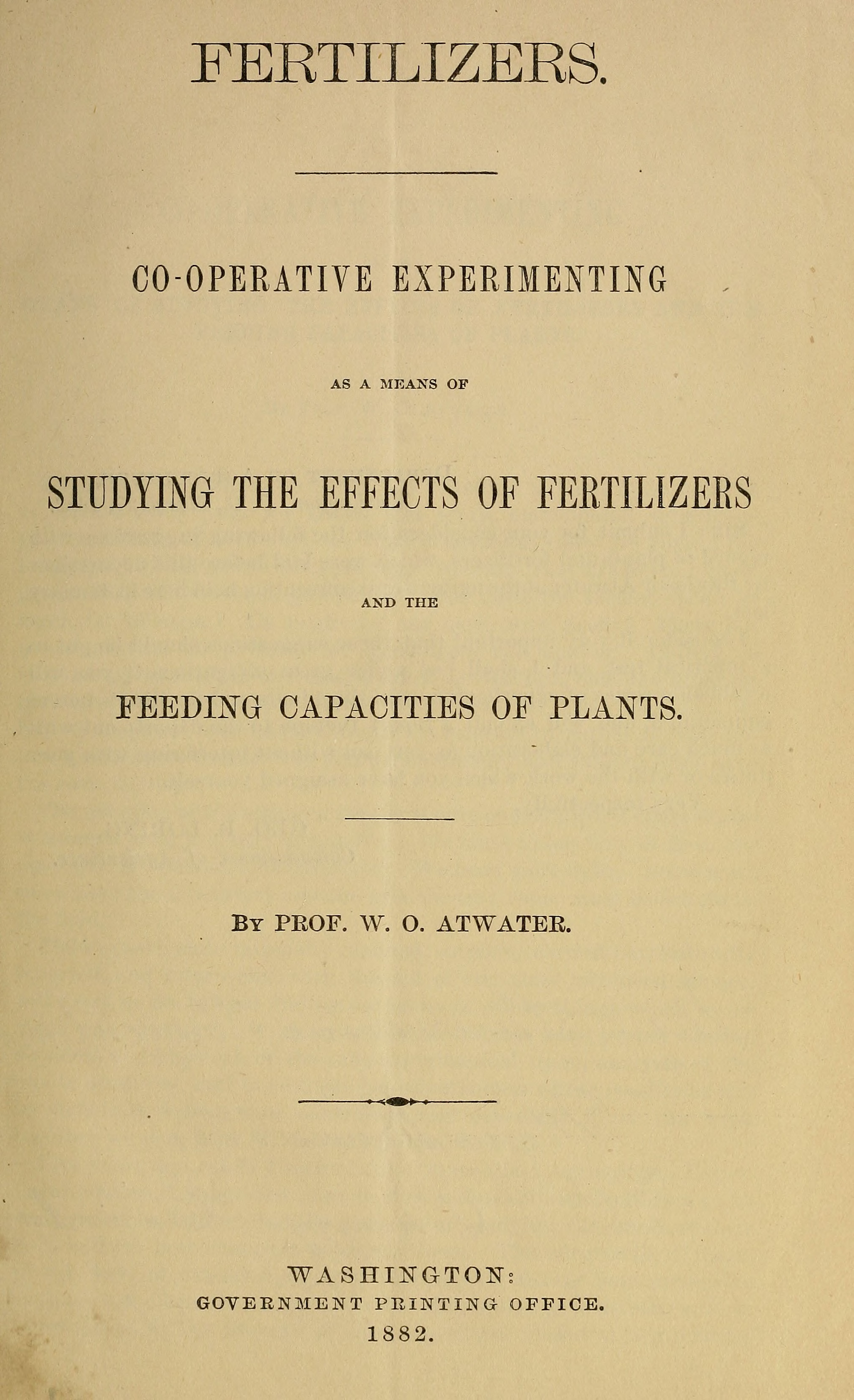
Fertilizers, 1882

- (EN) Fertilizers, Washington, Government printing office, 1882.
- (EN) On the proximate composition of several varieties of american maize, New Haven, University Press, 1869.
- W.O. Atwater, Farmers' Bulletin No. 23 - Foods : Nutritive Value and Cost, su Internet Archive, Washington, D.C., United States Department of Agriculture, 1894.
- W.O. Atwater, Farmers' Bulletin No. 142 - Principles of Nutrition and Nutritive Value of Food, su Internet Archive, Washington, D.C., United States Department of Agriculture, 1910.
- W.O. Atwater e F.G. Benedict, An experimental inquiry regarding the nutritive value of alcohol. 1902., in Obesity Research, vol. 1, n. 3, maggio 1993,  pp. 228-244, DOI:10.1002/j.1550-8528.1993.tb00616.x, PMID 16350575.